# Regan Gough
Regan Gough (ur. 6 października 1996 w Waipukurau) – nowozelandzki kolarz torowy i szosowy, trzykrotny medalista mistrzostw świata.

## Kariera
Pierwsze medale w karierze zdobył w 2013 roku, kiedy zajmował drugie miejsce w madisonie i w drużynowym wyścigu na dochodzenie na torowych mistrzostwach świata juniorów w Glasgow. Rok później zdobył cztery medale na mistrzostwach świata juniorów w Gwangmyeong: w madisonie i wyścigu punktowym był najlepszy, w indywidualnym wyścigu na dochodzenie był drugi, a w drużynowym wyścigu na dochodzenie zajął trzecie miejsce. Na mistrzostwach świata w Yvelines w 2015 roku wraz z kolegami z reprezentacji zwyciężył w drużynowym wyścigu na dochodzenie. W tej samej konkurencji zdobył następnie srebrne medale na mistrzostwach Europy w Berlinie (2017) i mistrzostwach świata w Berlinie (2020).
Startował na igrzyskach olimpijskich w Rio de Janeiro w 2016 roku, gdzie zajął czwarte miejsce w drużynowym wyścigu na dochodzenie. Wynik ten powtórzył podczas igrzysk olimpijskich w Tokio.
Jego kuzyn, Westley Gough także został kolarzem.